# Gilles Cervara
Gilles Cervara, né le 2 janvier 1981, est un entraîneur de tennis français. Il travaille avec Daniil Medvedev depuis 2017.

## Carrière
Il fait d'abord une carrière de joueur de tennis « anonyme »,,. 
Il devient entraîneur-coach privé en 2007. 
En 2013, il co-crée et co-manage avec Jean-René Lisnard le centre d’entraînement Élite Tennis Center (ETC) basé au Cannet puis deplacé à Cannes en avril 2015. 
En 2014, il rencontre Daniil Medvedev qui vient faire un test à l’Elite Tennis Center. 
A l’été 2017, il commence à travailler à temps plein avec Daniil Medvedev dans la structure Élite Tennis Center.
A l’été 2020, il quitte l’Elite Tennis Center et Daniil Medvedev qui s’entraîne avec Gilles Cervara depuis 2017, décide de le suivre. 
Sous sa direction, Daniil Medvedev remporte vingt titres en simple sur le circuit ATP, dont un titre du grand chelem et 6 Masters 1000.

## Distinctions
Gilles Cervara est choisi par ses pairs comme entraîneur de l'année aux ATP Awards 2019,. Il est de nouveau nommé en 2020, 2021 et 2022 mais le prix est finalement décerné à Fernando Vicente.